# Nicolaj Steenstrup
Birger Nicolaj Eeg Steenstrup (født 18. juli 1826 i Store Hillerslev, død 4. februar 1909) var en dansk overretssagfører og politiker. Han var medlem af Folketinget fra 1866 til 1887 med undtagelse af 2 måneder i 1881.
Nicolaj Steenstrup var søn af sognepræst i Hillerslev Sogn i Thy Johannes Vogelius Steenstrup, og bror til zoologen Japetus Steenstrup og forfatteren Mathias Steenstrup.
Han blev student fra Randers lærde Skole i 1846, cand.jur. i 1850 og slesvigsk jurist og cand.polit. i 1852 fra Københavns Universitet. Fra 1853 til 1867 var han assessor og aktuar (det vil sige dommer og retsskriver med nyere betegnelser) ved Stads- og Landsretten på Ærø som da han tiltrådte stilling tilhørte Hertugdømmet Slesvig. Han blev underretsprøveprokurator i Ærøskøbing i 1867, underretsprokurator i Ærøskøbing i 1869 og overretssagfører i 1872.
Steenstrup var medlem af Ærøskøbing Byråd, direktør for den lokale sparekasse og formand for Ærø Landboforening.
Han stillede op ved folketingsvalget 1852 i Bælumkredsen i Aalborg Amt men opnåede ikke valg. Han blev valgt til Rigsrådets Folketing ved valgene i 1864 og 1865 i Ærøskøbingkredsen. Den 11. april 1866 blev han valgt til Folketinget (Rigsdagens Folketing) ved det første rigsdagsvalg i Ærøskøbingkredsen efter Ærø var flyttet fra Slesvig til Danmark. Steentrup tilsluttede sig først Mellempartiet i Folketinget, men skiftede i 1870'erne til Ventre. Han blev genvalgt indtil han tabte valget i maj 1881 til Ernst Vilhelm Martensen fra Højre. Men kun to måneder senere blev han igen valgt i Ærøskøbingkredsen ved valget i juli 1881. Denne gang beholdt han pladsen i Folketinget indtil folketingsvalget i 1887 hvor han tabte til grev Ludvig Brockenhuus-Schack fra Højre. Steenstrup stillede op igen Ærøskøbingkredsen ved valgene i 1898 og 1901, men opnåede ikke at blive valgt igen.